# Shinzo Abe
Shinzo Abe (安倍 晋三, Abe Shinzō), född 21 september 1954 i Nagato, Yamaguchi prefektur, död 8 juli 2022 i Kashihara, Nara prefektur, var en japansk politiker. Han var Japans premiärminister i två omgångar 2006–2007 och 2012–2020. Han var partiledare för Japans liberaldemokratiska parti (LDP) under samma perioder, 2006–2007 och 2012–2020.
Abes efterträdare på posten som partiledare 2007, Yasuo Fukuda, utsågs till ny premiärminister den 25 september 2007. Abe återvaldes som partiledare den 26 september 2012 och blev åter premiärminister efter valet den 16 december 2012, då LDP vann en jordskredsseger under hans ledning. Han avgick som premiärminister av hälsoskäl i september 2020 och var då den japanske premiärminister som innehaft ämbetet längst tid.
Abes politik kretsade bland annat kring att stärka Japans militära styrka, något som landets traditionellt återhållsamma linje på försvarsområdet ända sedan andra världskriget tidigare omöjliggjorde. Han har hyllats för sin ekonomiska politik.
Shinzo Abe sköts ihjäl den 8 juli 2022 i samband med ett kampanjtal i Nara.

## Tidigt liv

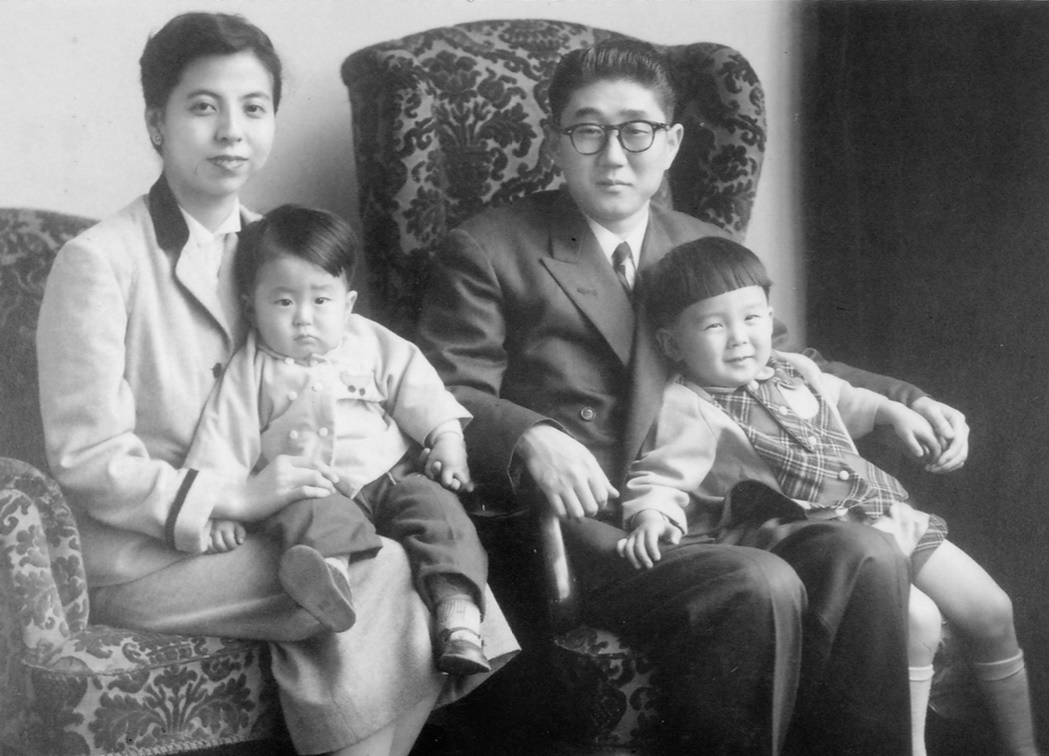
Familjen Abe, 1956.

Shinzo Abe föddes i en politisk familj där hans farfar Kan Abe och far Shintaro Abe båda var politiker. Hans far Shintaro hade flera platser inom det Japans liberaldemokratiska partiet (LDP), och var en ledande kandidat för posten som premiärminister. Han blev dock indragen i en rekryteringsskandal och blev sjuk och avled 1991. Shinzo Abes mor är Yoko Kishi, dotter till premiärminister Nobusuke Kishi, som i sin tur var bror till premiärminister Eisaku Sato. Han hade därmed släktingar som är eller har varit högt uppsatta politiker på både sin far och mors sida.
Han studerade statsvetenskap vid Seikeis universitet och avlade en kandidatexamen i statsvetenskap 1977. Han flyttade senare till USA för att fortsätta sina studier i statsvetenskap och offentlig förvaltning vid University of Southern California, där han studerade fram till 1979.
I april 1979 började han arbeta för ståltillverkaren Kobelco. Han lämnade stålföretaget 1982 och innehade därefter flera regeringsposter: verkställande assistent till utrikesministern, privatsekreterare till ordföranden för Japans liberaldemokratiska partis styre och privatsekreterare till samma partis generalsekreterare.

## Politisk karriär

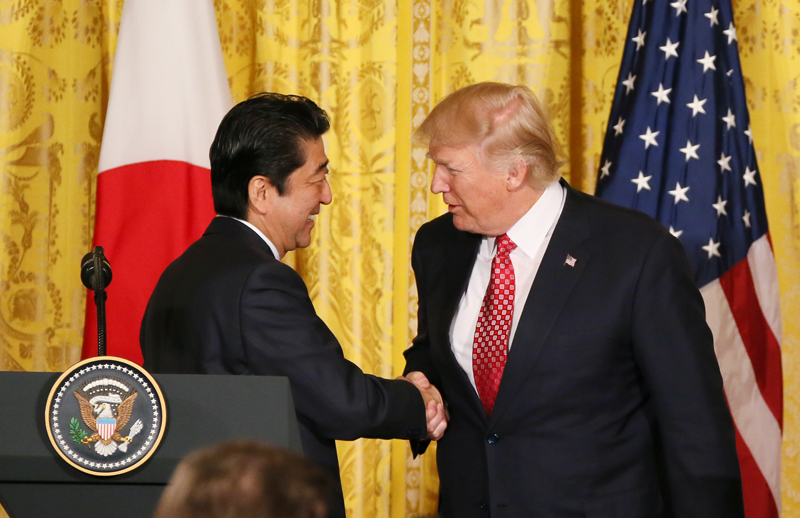
Shinzo Abe och USA:s president Donald Trump under ett möte i Vita huset 2017.

Shinzo Abe valdes till det första distriktet i Yamaguchi prefektur 1993 efter sin fars död 1991, där han vann fler röster än någon annan i tidigare prefektursval. År 1999 blev han direktör för den sociala affärsdivisionen, suppleant för chefskabinettens sekretariat i Yoshiro Mori och Junichiro Koizumi kabinett från 2000 till 2003.
Abe var högsta förhandlaren i det japanska parlamentet på vägnar av de japanska familjerna som genom kidnappning förts till Nordkorea, och träffade Nordkoreas ledare Kim Jong Il år 2002. Han blev extremt populär när han krävde att de japanska fångarna skulle få återvända till Japan.[källa behövs]
Den 26 september 2006 valdes han till Junichiro Koizumis efterträdare som Japans premiärminister av underhuset, med 339 av 476 röster, och en klar majoritet i det japanska överhuset. Han blev därmed Japans yngste premiärminister någonsin. Han tillkännagav sin avgång för japanska medier den 12 september 2007, efter en rad regeringsskandaler.
Han valdes återigen till partiledare för LDP i september 2012, och blev då oppositionsledare. När LDP vann en jordskredsseger i det allmänna valet som hölls den 16 december 2012 stod det klart att Abe skulle bli premiärminister igen. Han tillträdde formellt som premiärminister den 26 december 2012. I slutet på augusti 2020 meddelade Abe att han skulle avgå som premiärminister av hälsoskäl.

## Död
Shinzo Abe sköts ihjäl på förmiddagen den 8 juli 2022 när han höll ett tal utanför järnvägsstationen Yamato-Saidaiji i Nara. Två skott avlossades och Abe skadades i bröstet och halsen. Vakter övermannade den misstänkte skytten och Abe fördes till universitetssjukhuset i Kashihara där han senare avled.